# سالم ناصر بخيت
سالم ناصر بخيت (مواليد 27 يونيو 1977) لاعب ألعاب قوى بحريني متخصص في الوثب العالي. أكبر نجاح حققه هو الحصول على الميدالية الفضية في بطولة آسيا لألعاب القوى 2002.
رقمه القياسي الشخصي 2.19 متر في الهواء الطلق و2.13 متر في الصالات وكلاهما في عام 2006 وهما رقمان قياسيان بحرينيان أيضا.

## سجل البطولات
| العام       | البطولة                              | الملعب      | المركز      | الارتفاع    |
| مثل البحرين | مثل البحرين                          | مثل البحرين | مثل البحرين | مثل البحرين |
| ----------- | ------------------------------------ | ----------- | ----------- | ----------- |
| 2002        | بطولة آسيا لألعاب القوى              | كولمبو      | 2           | 2.15 متر    |
| 2002        | دورة الألعاب الآسيوية                | بوسان       | 5           | 2.19 متر    |
| 2003        | بطولة آسيا لألعاب القوى              | مانيلا      | 6           | 2.15 متر    |
| 2004        | دورة الألعاب العربية                 | الجزائر     | 3           | 2.11 متر    |
| 2005        | ألعاب التضامن الإسلامي               | مكة         | 5           | 2.14 متر    |
| 2006        | بطولة آسيا لألعاب القوى داخل الصالات | باتايا      | 2           | 2.13 متر    |
| 2006        | دورة الألعاب الآسيوية                | الدوحة      | 5           | 2.19 متر    |
| 2007        | بطولة آسيا لألعاب القوى              | عمان        | 11          | 2.10 متر    |
| 2007        | دورة الألعاب العربية                 | القاهرة     | 8           | 2.05 متر    |
| 2008        | بطولة آسيا لألعاب القوى داخل الصالات | الدوحة      | 8           | 2.05 متر    |
| 2009        | دورة الألعاب الآسيوية داخل الصالات   | هانوي       | 9           | 2.05 متر    |
| 2010        | دورة الألعاب الآسيوية                | غوانزو      | 16          | 2.05 متر    |

## روابط خارجية
- سالم ناصر بخيت على موقع الاتحاد الدولي لألعاب القوى (الإنجليزية)